# Julio César Ramírez
Julio César Ramírez Villa (Montevideo, Uruguay, 30 de abril de 1974) es un exfutbolista uruguayo. Jugaba de defensa y militó en diversos clubes de Uruguay y Chile.

## Clubes
| Club                 | País    | Año         |
| -------------------- | ------- | ----------- |
| Montevideo Wanderers | Uruguay | 2000 - 2004 |
| Audax Italiano       | Chile   | 2005        |
| Miramar Misiones     | Uruguay | 2005        |
| Progreso             | Uruguay | 2006 - 2009 |